# هانس ماير (سياسي)
هانس ماير (بالألمانية: Hans Meyer) (و. 1914 – 2007 م) هو سياسي، من ألمانيا، توفي في ايزلون، عن عمر يناهز 93 عاماً.

## مناصب
تولى منصب عمدة.

## جوائز
حصل على جوائز منها:
- وسام استحقاق جمهورية ألمانيا الاتحادية.